# أنجيليني ستيكني
كانت كلوي أنجيليني ستيكني هول (1 نوفمبر 1830 - 3 يوليو 1892) أكاديمية أمريكية وناشطة بحق المرأة في التصويت وعالمة رياضيات. كانت معلمة ثم زوجة عالم الفلك أساف هول . لم تستخدم اسمها الأول ولذا عُرفت باسم أنجليني ستيكني هول. سميت ستيكني أكبر فوهة بركان فوبوس باسمها تقديرا لدعمها لاكتشاف القمر الصناعي.

## النشأة
ولدت أنجيلين ستيكني للوالدين ثيوفيلوس ستيكني وإليكتا كوك في الأول من نوفمبر عام 1830. في عام 1847 حصلت على ثلاثة فصول دراسية بتمويل من ابنة عمها هارييت داونز في مدرسة رودمان يونيون.  كانت ستيكني قادرة على الالتحاق بكلية نيويورك المركزية  :219بمساعدة أختها روث وبالتدريس في الكلية. تخصصت في العلوم والرياضيات، وحصلت على دورات دراسية في حساب التفاضل والتكامل وعلم الفلك الرياضي، وتخرجت مع الفصل الأول بالكلية عام 1855.  كانت كلية نيويورك المركزية مدرسة تقدمية حيث يمكن للطلاب ذوي الإمكانيات المتواضعة بما في ذلك النساء والأمريكيين الأفارقة الأحرار الحصول على شهادة جامعية. هنا أصبحت شغوفة بأسباب حق المرأة في التصويت وإلغاء الرق.
التقى أنجيلين ستيكني وآساف هول في الكلية المركزية. كانت ستيكني متقدمة على هول بعامين. كانت معلمته في الهندسة والألمانية.  خلال أيامهم معًا كمدرسة وطالب كان هول وزملاؤه يبتكرون أسئلة ومشكلات كانوا مقتنعين بأن ستيكني لا تستطيع حلها لكنها لم تفشل أبدًا في حلها. 
تزوج ستيكني  وهول في إلكورن بولاية ويسكونسن في 31 مارس 1856. كما كان شائعًا في ذلك الوقت كان عليها أن تتخلى عن مسيرتها الأكاديمية بعد الزفاف.  مباشرة بعد الزفاف ، انتقل الزوجان إلى آن أربور ، ميشيغان ، حتى يتمكن هول من مواصلة تعليمه في جامعة ميشيغان . بعد ثلاثة أشهر انتقلوا إلى شالرسفيل ، أوهايو .  كانت ستيكني هي التي تواصلت مع صاحب عمل زوجها الكابتن جيليس واقترحت بنجاح أن يصبح أستاذاً في المرصد البحري . 

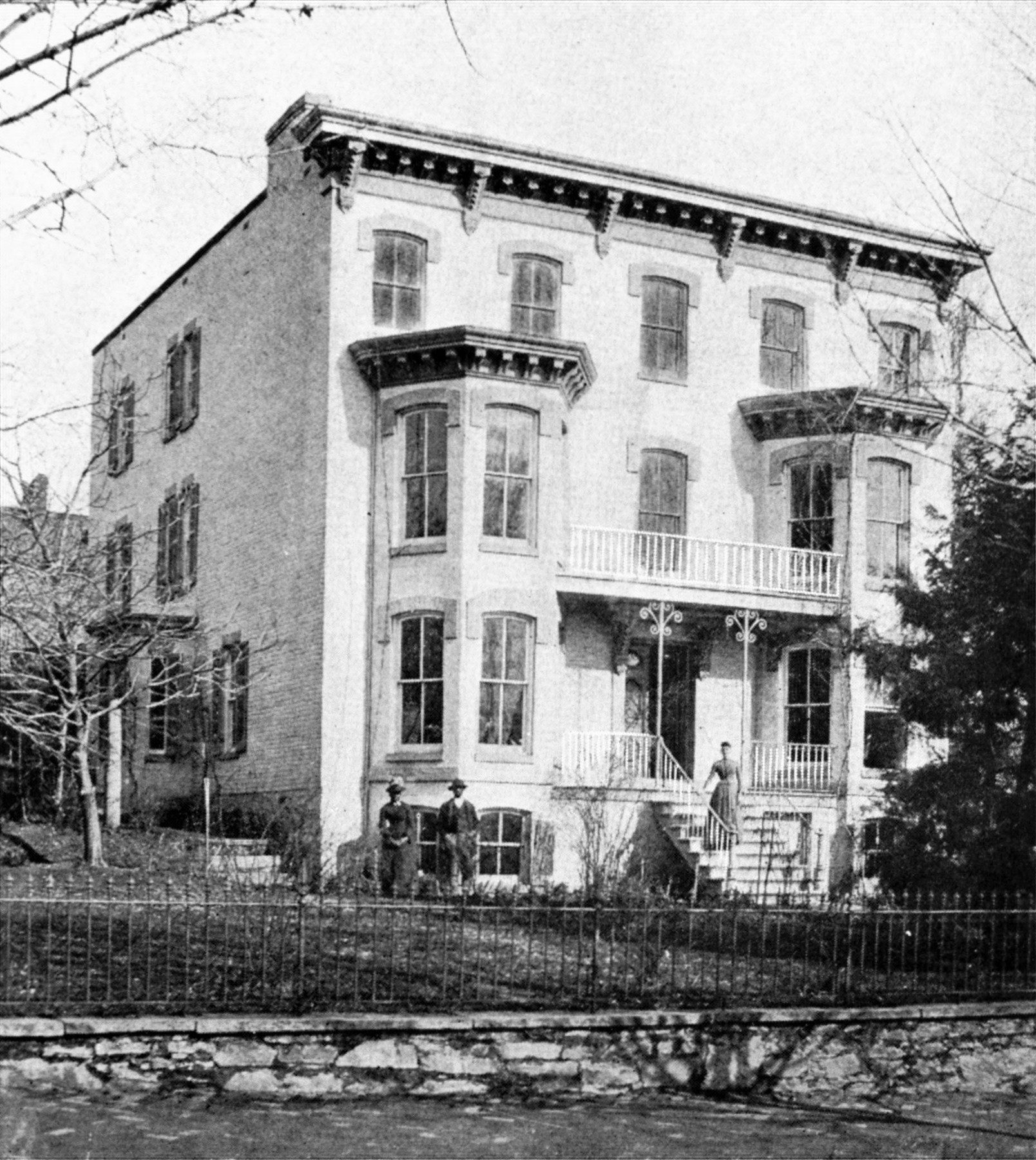
منزل هول السابق في حي جورج تاون بواشنطن العاصمة بعد التوسيع.
لاحظ أنجيلين على الدرجات الأمامية واثنين من العمال الزنوج.

شجعته على مواصلة بحثه عن الأقمار الصناعية للمريخ عندما كان مستعدًا للاستسلام، واكتشف بنجاح القمرين فوبوس وديموس .   :112ومع ذلك عندما طلبت أجرًا يعادل أجر الرجل مقابل حساباتها
رفضت آس فتوقفت أنجيلين عن عملها. 
أكبر فوهة بركان فوبوس «ستيكني» سميت باسمها. 
قامت هول بتعليم أطفالها الأربعة في المنزل وجميعهم التحقوا بجامعة هارفارد. كتب ابنها الثالث أنجيلو هول وهو قسيس موحِّد سيرتها الذاتية.  وُلد ابنها الأكبر أساف هول جونيور في 6 أكتوبر 1859، وعمل مديرًا لمرصد ديترويت من عام 1892 إلى عام 1905. تم تسمية الأبناء الآخرين صموئيل (الابن الثاني) وبيرسيفال (الابن الرابع) ؛ بيرسيفال هول كان الرئيس الثاني – (1953 1872) لجامعة غالو ديت 1910-1946 (هو نفسه لم يكن أصم).
توفيت في شمال أندوفر بولاية ماساتشوستس عن عمر يناهز 61 عامًا.